# Paul Grayson
Pour les articles homonymes, voir Grayson.

a Compétitions nationales et continentales officielles uniquement.

b Matchs officiels uniquement.
Paul James Grayson, né le 30 mai 1971 à Chorley (Angleterre), est un joueur international anglais de rugby à XV qui évolue au poste de demi d'ouverture. Il a joué avec l'équipe d'Angleterre de 1995 à 2004 et avec les Northampton Saints. Après sa carrière de joueur, il devient l'entraîneur des Northampton Saints.
Ses fils James (en) et Ethan sont également des joueurs professionnels de rugby à XV.

## Biographie
Paul Grayson joue pendant onze saisons avec les Northampton Saints après être passé par les Preston Grasshoppers RFC et le Waterloo RFC. Avec les Saints, il remporte la Coupe d'Europe en 2000. Au total, il a disputé 259 matchs avec les Saints et marqué 2 784 points pour ce club.
Il obtient sa première cape internationale le 16 décembre 1995 à l’occasion d’un match contre l'équipe des Samoa. Il participe aux coupes du monde 1999 (5 matchs) et 2003 (3 matchs),. 

## Palmarès

### En club
- Vainqueur de la Coupe d'Europe en 2000

### En équipe nationale
- Vainqueur de la Coupe du monde en 2003
- Vainqueur du Tournoi des Six Nations en 2003 (Grand Chelem)

## Statistiques en équipe nationale
- 32 sélections
- 400 points (2 essais, 78 transformations, 72 pénalités, 6 drops)
- Sélections par année : 1 en 1995, 4 en 1996, 6 en 1997, 7 en 1998, 5 en 1999, 6 en 2003 et 3 en 2004
- Tournois des Cinq/Six Nations disputés : 1996, 1997, 1998, 1999, 2003, 2004
- Meilleur buteur des Tournois 1997 et 1998